# Brivido caldo (film)
Brivido caldo (Body Heat) è un film del 1981 di Lawrence Kasdan, liberamente tratto dal romanzo noir di James Cain La morte paga doppio (Double Indemnity).
Il romanzo era stato già trasposto sullo schermo da Billy Wilder col titolo La fiamma del peccato. Rispetto all'adattamento di Wilder, e allo stesso romanzo, la trama è stata arricchita sia di elementi simbolisti sia di nuovi colpi di scena.
Il film segnò l'esordio di Kathleen Turner e di Kasdan, all'epoca attivo come sceneggiatore, come regista.

## Trama
Miranda Beach, Florida. Il giovane avvocato Ned Racine ha successo come dongiovanni ma non altrettanto nella sua professione. In una torrida serata d'estate, incontra una sensuale bionda, Matty, moglie del ricchissimo Edmund Walker, un affarista immobiliare coinvolto in traffici illegali. Comincia tra i due un'appassionata relazione extraconiugale. Nel frattempo Ned si rende sempre più conto che la sua carriera non decolla, impegnato com'è in cause di poco conto. Matty vorrebbe lasciare il marito, ma non intende rinunciare al denaro: un accordo firmato prima del matrimonio prevede che, in caso di divorzio, lei abbia diritto al pagamento degli alimenti solo fino all'anno successivo. La presenza del marito diventa sempre più problematica per i due amanti che, ad un certo punto, decidono di eliminarlo.